# Micheline Cheirel
Pour les articles homonymes, voir Cheirel.
Micheline Truyen dite Micheline Cheirel, née le 12 avril 1917 à Paris 14e et morte le 25 octobre 2002 à Antibes (Alpes-Maritimes), est une actrice française.

## Biographie

### Famille
Micheline Cheirel naît en 1917 sous le nom de Micheline Rogel, fille naturelle d'Emma Marthe Rogel, comédienne sous le nom d'Emma Lyonnel. Quelques jours plus tard, elle est reconnue par Paul Henri Truyen, dit Paul Leriche (1874-1948), artiste dramatique.
Elle est l'arrière-petite-fille du comédien Louis Leriche (1816-1890),, la petite-fille d'Alexandrine Leriche (1848-1935), la petite-nièce d'Augustine Leriche (1856-1938) et de Charles Leriche (1872-1963), et la nièce de Jeanne Cheirel (1868-1934) et Léon Leriche (1877-1924).
Elle a été la seconde épouse de l'acteur britannique John Loder, de 1936 jusqu'à leur divorce en 1941. Elle a ensuite épousé en 1951 l'acteur français Paul Meurisse dont elle a divorcé quatre ans plus tard.

### Carrière
Elle adopte le pseudonyme Cheirel, qu'elle tient de sa tante Jeanne Cheirel qui le lui a officiellement légué.

## Filmographie
- 1935 : Marius et Olive à Paris de Jean Epstein : Alberte
- 1935 : Dora Nelson de René Guissart : Yvonne de Moreuil
- 1935 : La Kermesse héroïque de Jacques Feyder : Siska
- 1936 : La Belle Équipe de Julien Duvivier : Huguette, la fiancée de Mario
- 1936 : Tarass Boulba d'Alexis Granowsky
- 1937 : Ces dames aux chapeaux verts de Maurice Cloche : Arlette
- 1937 : Rendez-vous Champs-Élysées de Jacques Houssin : Liliane
- 1939 : Feux de joie de Jacques Houssin : Micheline
- 1941 : Par la porte d'or (Hold Back the Dawn), de Mitchell Leisen : Christine
- 1942 : A Close Call for Ellery Queen de James P. Hogan : Marie Dubois
- 1942 : Ma femme est un ange de W. S. Van Dyke : Annette
- 1945 : Pris au piège (Cornered) d'Edward Dmytryk : Madeleine Jarnac
- 1946 : La Vie passionnée des sœurs Brontë de Curtis Bernhardt : Mlle Blanche
- 1946 : So Dark the Night de Joseph H. Lewis : Nanette Michaud
- 1946 : Flight to Nowhere de William Rowland : la comtesse Maria de Fresca
- 1947 : Jewels of Brandenburg d'Eugene Forde : Claudette Grandet
- 1947 : Crime Doctor's Gamble de William Castle : Mignon Duval-Jardin

## Théâtre
- 1954 : La Corde de Patrick Hamilton, mise en scène Jean Darcante, Théâtre de la Renaissance

## Doublage
- 1950 : Comment l'esprit vient aux femmes : Emma Dawn, alias « Billie » (Judy Holliday)
- 1955 : Un pruneau pour Joe : Yvonne Temblay (Toni Gerry)
- 1960 : Le Paradis des monte-en-l'air : Ethel (Liz Fraser)